# Plus grande contribution pour la communauté de la Ligue canadienne de hockey
Le joueur de la saison de la Ligue canadienne de hockey qui est jugé comme s'impliquant le plus dans la communauté (d'un point de vue humanitaire) reçoit chaque année un prix.

## Vainqueur
| Saison    | Récipiendaire                                               | Équipe                                                      | Ligue                                                       |                                                             |
| --------- | ----------------------------------------------------------- | ----------------------------------------------------------- | ----------------------------------------------------------- | ----------------------------------------------------------- |
| 1992-1993 | Keli Corpse                                                 | Frontenacs de Kingston                                      | LHO                                                         |                                                             |
| 1993-1994 | Stéphane Roy                                                | Foreurs de Val-d'Or                                         | LHJMQ                                                       |                                                             |
| 1994-1995 | David-Alexandre Beauregard                                  | Lasers de Saint-Hyacinthe                                   | LHJMQ                                                       |                                                             |
| 1995-1996 | Craig Mills                                                 | Bulls de Belleville                                         | LHO                                                         |                                                             |
| 1996-1997 | Jesse Wallin                                                | Rebels de Red Deer                                          | LHOu                                                        |                                                             |
| 1997-1998 | Jason Metcalfe                                              | Knights de London                                           | LHO                                                         |                                                             |
| 1998-1999 | Philippe Sauvé                                              | Océanic de Rimouski                                         | LHJMQ                                                       |                                                             |
| 1999-2000 | Simon Gamache                                               | Foreurs de Val-d'Or                                         | LHJMQ                                                       |                                                             |
| 2000-2001 | Jim Vandermeer                                              | Rebels de Red Deer                                          | LHOu                                                        |                                                             |
| 2001-2002 | Brandin Cote                                                | Chiefs de Spokane                                           | LHOu                                                        |                                                             |
| 2002-2003 | Ryan Craig                                                  | Wheat Kings de Brandon                                      | LHOu                                                        |                                                             |
| 2003-2004 | Chris Campoli                                               | Otters d'Érié                                               | LHO                                                         |                                                             |
| 2004-2005 | Colin Fraser                                                | Rebels de Red Deer                                          | LHOu                                                        |                                                             |
| 2005-2006 | Mike Angelidis                                              | Attack d'Owen Sound                                         | LHO                                                         |                                                             |
| 2006-2007 | Kyle Moir                                                   | Broncos de Swift Current                                    | LHOu                                                        |                                                             |
| 2007-2008 | Chris Motrhouse                                             | Wildcats de Moncton                                         | LHJMQ                                                       |                                                             |
| 2008-2009 | Matthew Pistilli                                            | Cataractes de Shawinigan                                    | LHJMQ                                                       |                                                             |
| 2009-2010 | Ryan Hayes                                                  | Whalers de Plymouth                                         | LHO                                                         |                                                             |
| 2010-2011 | Spencer Edwards                                             | Warriors de Moose Jaw                                       | LHOu                                                        |                                                             |
| 2011-2012 | Vincent Barnard                                             | Remparts de Québec                                          | LHJMQ                                                       |                                                             |
| 2012-2013 | Ben Fanelli                                                 | Rangers de Kitchener                                        | LHO                                                         |                                                             |
| 2013-2014 | Sam Fioretti                                                | Warriors de Moose Jaw                                       | LHOu                                                        |                                                             |
| 2014-2015 | Danick Martel                                               | Armada de Blainville-Boisbriand                             | LHJMQ                                                       |                                                             |
| 2015-2016 | Will Petschenig                                             | Spirit de Saginaw                                           | LHO                                                         |                                                             |
| 2016-2017 | Tyler Wong                                                  | Hurricanes de Lethbridge                                    | LHOu                                                        |                                                             |
| 2017-2018 | Garrett McFadden                                            | Storm de Guelph                                             | LHO                                                         |                                                             |
| 2018-2019 | Charles-Édouard D'Astous                                    | Océanic de Rimouski                                         | LHJMQ                                                       |                                                             |
| 2019-2020 | Xavier Simoneau                                             | Voltigeurs de Drummondville                                 | LHJMQ                                                       |                                                             |
| 2020-2021 | Saison annulée dans la LHO et séries annulées dans la LHOu. | Saison annulée dans la LHO et séries annulées dans la LHOu. | Saison annulée dans la LHO et séries annulées dans la LHOu. | Saison annulée dans la LHO et séries annulées dans la LHOu. |
| 2021-2022 | Luke Prokop                                                 | Oil Kings d'Edmonton                                        | LHOu                                                        |                                                             |
| 2022-2023 | Dalyn Wakely                                                | Battalion de North Bay                                      | LHO                                                         |                                                             |
| 2023-2024 | Mason Vaccari                                               | Frontenacs de Kingston                                      | LHO                                                         |                                                             |